# Gallargues-le-Montueux
Gallargues-le-Montueux är en kommun i departementet Gard i regionen Occitanien i södra Frankrike. Kommunen ligger i kantonen Rhôny-Vidourle som tillhör arrondissementet Nîmes. År 2022 hade Gallargues-le-Montueux 3 615 invånare.

## Befolkningsutveckling
Antalet invånare i kommunen Gallargues-le-Montueux
Referens:INSEE